# Першино (Режівський міський округ)
Пе́ршино (рос. Першино) — село у складі Режівського міського округу Свердловської області.
Населення — 84 особи (2010, 96 у 2002).
Національний склад станом на 2002 рік: росіяни — 89 %.